# Jonathan Garay
Jonathan Garay (Bogotá, Cundinamarca, Colombia, 2 de enero de 1993) es un futbolista colombiano. Juega como defensa lateral.

## Trayectoria
Debutó en el 2011 por Copa Colombia con el Expreso Rojo, ahora llamado Tigres enfrentando al Fortaleza en el Estadio Municipal Los Zipas ese día ganaron 1-0 con gol de Christian López.

## Clubes
| Club         | País     | Año         | Partidos | Goles |
| ------------ | -------- | ----------- | -------- | ----- |
| Expreso Rojo | Colombia | 2011 - 2012 | 44       | 1     |
| Fortaleza    | Colombia | 2013        | 6        | 0     |
| Bogotá F. C. | Colombia | 2014        | 9        | 0     |
| Tigres       | Colombia | 2015 - 2017 | 53       | 0     |
| Boyacá Chicó | Colombia | 2018        | 2        | 0     |

## Palmarés

### Campeonatos nacionales
Otros logros
- Subcampeón de la Primera B 2013 con Fortaleza CEIF
- Subcampeón de la Primera B 2016 con Tigres